# 바케몬센세이
바케몬센세이(일본어:  バケモン先生, 1978년 1월 10일 ~ )는 일본의 코미디언이다.